# 300-as busz

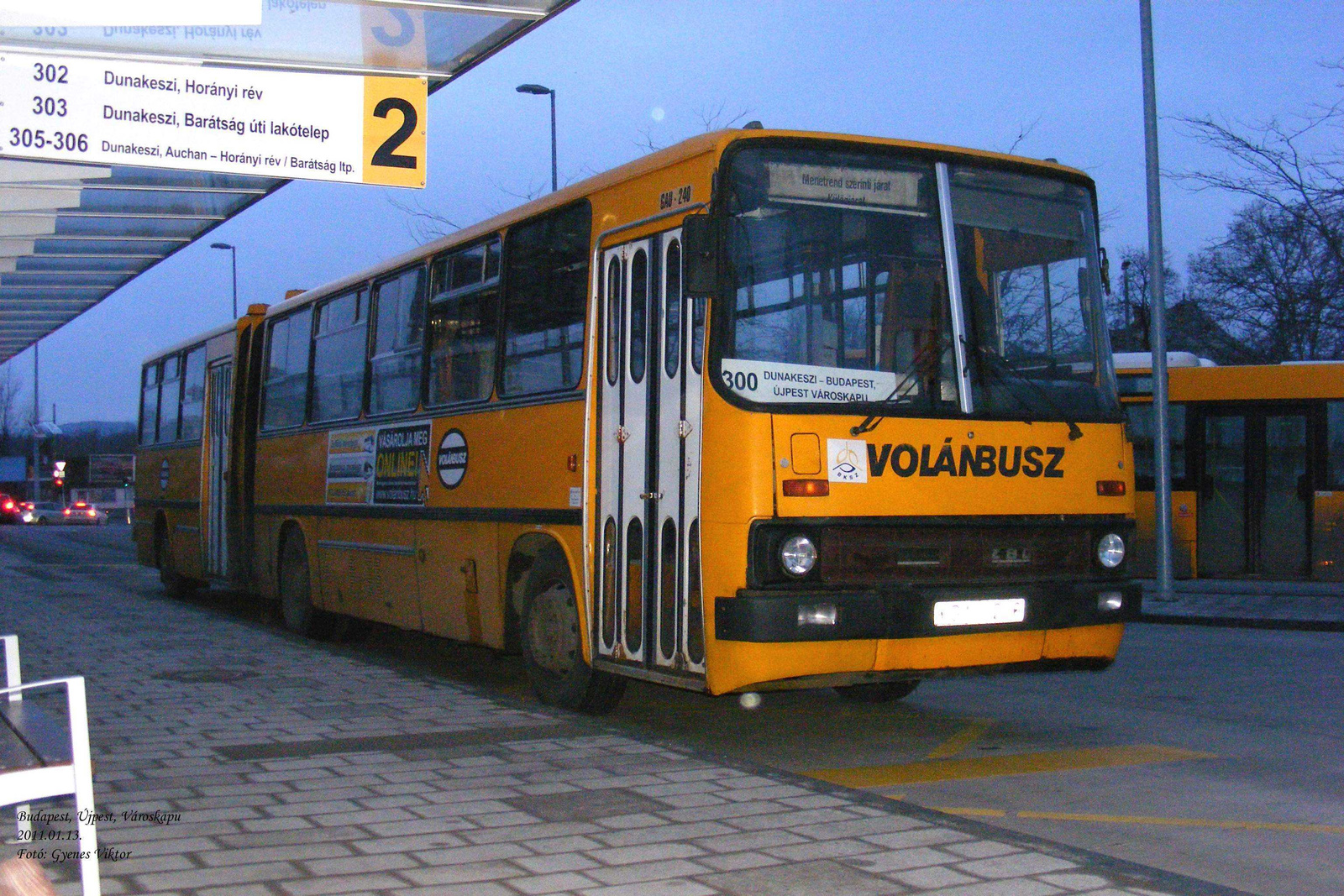
Ikarus 280-as busz 2011-ben

A 300-as számú elővárosi autóbusz Budapest, Újpest-Városkapu XIII. kerület és Vác, autóbusz-állomás között közlekedik Dunakeszi, Göd és Sződliget érintésével. Budapest közigazgatási határán belül a Budapest-Bérlet, a váci szakaszon (Autóbusz-állomás és Gumigyár között) a Váci helyi bérlet vehető igénybe.

## Járművek
A viszonylaton a 70-es évektől a 90-es évek végéig egyeduralkodóak voltak az Ikarus 280-asok, majd a 90-es évek közepétől megjelentek a 435-ösök és a Rábák, az utóbbi tíz évben további új típusokat (E94G, Mercedes, C80 stb.) állított forgalomba a Volánbusz és a még le nem selejtezett 280-asokat átcsoportosították kevésbé forgalmas járatokra (pl. váci helyi járatok). 2009 tavaszán pedig megérkeztek a viszonylatra a Volvo 7700A-k. Az itt közlekedő buszok a 3 szállítási sorozatból a 3. sorozatba esnek.

## A viszonylat leírása
A viszonylat a 2-es főúton, végig a Budapest–Szob-vasútvonallal párhuzamosan halad, de nem keresztezi azt. 
Utasterhelése nagy, hétköznapokon csúcsidőben gyakoriak a tömött buszok, de a járat csak félóránként, munkanapokon a kora reggeli órákban húszpercenként jár. Hétvégén ez a tendencia megfordul és a járatok kihasználtsága lecsökken, a járatsűrűség ekkor óránként és irányonként egy indulás. Újpest-Városkapu és Dunakeszi, illetve Göd között a járatot kiegészíti és utasterhelését némiképp enyhíteni próbálja a 301-es, a 302-es, a 303-as, a 305-ös és a 306-os buszok.
A 300-as buszcsalád Budapest területét érintő járatai 2005 előtt az Árpád híd autóbusz-állomásig közlekedtek.

## Megállóhelyei
| 0 | Budapest, Újpest-Városkapu (XIII. kerület) végállomás | 55   | 104, 104A, 121, 122E, 196, 196A, 204 302, 303, 305, 308, 309, 310, 312, 313, 314, 315, 316, 318, 319, 320, 321, 872, 880, 882, 883, 884, 889, 890, 893 1010, 1011, 1013, 1014 S72 Z72 S76 |
| 2 | Budapest, Károlyi István utca                         | 53   | 104, 104A, 196, 204 301, 302, 303, 305, 306, 308, 309, 310, 311, 312 |
| 3 | Budapest, Zsilip utca                                 | 52   | 104, 104A, 196, 204 301, 302, 303, 305, 306, 308, 309, 310, 311, 312 |
| 5 | Budapest, Tungsram                                    | 50   | 96, 104, 104A, 204 301, 302, 303, 305, 306, 308, 309, 310, 311, 312, 872, 880, 882, 883, 884, 889, 890, 893                                                                               |
| 7 | Budapest, Fóti út                                     | 48   | 96, 104, 104A, 204 301, 302, 303, 305, 306, 308, 309, 310, 311, 312, 872, 880, 882, 883, 884, 889, 890, 893                                                                               |
| 8 | Budapest, Ungvári utca                                | 47   | 104, 104A, 204 301, 302, 303, 305, 306, 308, 309, 310, 311, 312 |
| 9 | Budapest, Bagaria utca                                | 46   | 104, 104A, 204 301, 302, 303, 305, 306, 308, 309, 310, 311, 312 |
| 11 | Budapest, Vízművek                                    | 44   | 104, 104A 301, 302, 303, 308, 309, 310, 311 |
| 14 | Budapest, Székesdűlő                                  | 41   | 104, 104A 301, 302, 303, 308, 309, 310, 311 |
| Budapest–Dunakeszi közigazgatási határa                                                                              |                                                       |      | |
| 16 | Dunakeszi, Székesdűlő ipartelep                       | 39   | 104, 104A 301, 302, 303, 308, 309, 310, 311 |
| 17 | Dunakeszi, Vízművek bejárati út                       | 38   | 301, 302, 303, 308, 309, 310, 311 |
| 20 | Dunakeszi, városháza                                  | 35   | 301, 302, 303, 305, 306 |
| 21 | Dunakeszi, Szakorvosi Rendelő                         | 33   | 301, 302, 303, 305, 306, 324, 325, 371 |
| 22 | Dunakeszi, benzinkút                                  | 32   | 302, 305, 306, 324, 325, 371 |
| 24 | Dunakeszi, templom                                    | 31   | 301, 302, 305, 324, 325, 371 |
| 25 | Dunakeszi, Liget utca                                 | 29   | 301, 302, 305, 371 |
| 26 | Dunakeszi, sportpálya                                 | 28   | 301, 302, 305 |
| Dunakeszi, Horányi rév megállóhelyet tanítási napokon reggel 3 járat Vác felé, délután 4 járat Budapest felé érinti. |                                                       |      | |
| (+2) | Dunakeszi, Horányi rév                                | (+3) | 301, 302, 305, 371 |
| (+3) | Dunakeszi, sportpálya                                 | (+1) | 301, 302, 305 |
| 28 | Dunakeszi, Fészek üdülő bejárati út                   | 26   | 301, 371 |
| Dunakeszi–Göd közigazgatási határa                                                                                   |                                                       |      | |
| 29 | Göd, Pázmány Péter utca                               | 25   | 301, 371 |
| 30 | Göd, Gólya Falatozó                                   | 24   | 301, 371 |
| 31 | Göd, szigetmonostori rév                              | 23   | 301, 371 |
| 33 | Göd, városháza                                        | 22   | 301, 371 |
| 34 | Göd, Kincsem Csárda                                   | 21   | 301, 371 |
| 36 | Göd, Gárdonyi Géza utca                               | 19   | 301, 371 |
| 38 | Göd, Autópihenő                                       | 17   | 301, 345, 371 |
| 39 | Göd, Kék Duna üdülő bejárati út                       | 16   | 345, 371 |
| Göd–Sződliget közigazgatási határa                                                                                   |                                                       |      | |
| 40 | Sződliget, Sirály utca                                | 15   | 345, 371 |
| 42 | Sződliget, sződi elágazás                             | 13   | 343, 345, 371 |
| Sződliget–Vác közigazgatási határa                                                                                   |                                                       |      | |
| 43 | Vác, (Sződliget) Harcsa utca                          | 12   | 343, 345, 371 |
| 45 | Vác, gumigyár                                         | 10   | 343, 345, 371 |
| 47 | Vác, hajógyár                                         | 8    | 343, 345, 371 |
| 48 | Vác, LIDL, Hétkápolna                                 | 7    | 342, 343, 345, 455, 371 |
| 50 | Vác, Földváry tér                                     | 4    | 342, 343, 345, 348, 360, 364, 365, 371, 455 1010, 1013 |
| 53 | Vác, Honvéd utca                                      | 2    | 314, 333, 334, 335, 336, 337, 338, 339, 342, 343, 345, 347, 360, 364, 365, 371, 455 |
| 55 | Vác, autóbusz-állomás végállomás                      | 0    | 314, 328, 329, 330, 331, 332, 333, 334, 335, 337, 338, 339, 342, 343, 345, 347, 348, 350, 351, 361, 363, 364, 365, 371, 455 1010, 1013 S70 G70 Z70 S71 G71 S77 S750 EC, EN                |